# Música posmoderna
La música posmoderna se ha entendido desde dos perspectivas; como música de la era posmoderna, o como música que sigue las tendencias estéticas y filosóficas del posmodernismo. Aunque para muchos el movimiento posmoderno formó parte de la reacción contra  el modernismo, no toda la música posmoderna se define principalmente en oposición a la música moderna; esta etiqueta ha sido usada por críticos y teóricos.
La música posmoderna no es un estilo musical en particular, sino que se refiere a la música de la era posmoderna. Los términos "posmoderno", “posmodernismo”, “posmodernista”, y “posmodernidad” son términos exasperantes (Bertens, 1995, 3). De hecho, los posmodernistas cuestionan las definiciones y categorías estrechas de las disciplinas académicas, las cuales consideran como los restos de la modernidad (Rosenau, 1992, 6–7).

## El fin de los metarrelatos en música
Uno de los principales teorizadores sobre la posmodernidad fue Jean-François Lyotard, quien planteó que el posmodernismo implica el fin de los grandes relatos de la modernidad (Lyotard, 1997, 25). En este sentido, los metarrelatos cristiano, racionalista, idealista, capitalista y marxista, habían fracasado en su intento de emancipación; legitimados mediante cada uno de sus fundamentos (la razón para el racionalista, la revolución para el marxista…). Esta postura (la muerte de los metarrelatos) llevó a algunos artistas a pensar en el fin de los relatos, como es el caso de la famosa obra 4′33″ de John Cage; donde ya nada se puede decir. Claro está que, como sostiene Gianni Vattimo (siguiendo la idea de Lyotard), la muerte de los metarrelatos, implica el nacimiento de los pequeños relatos (interpretaciones subjetivas), que a su vez implica unas dialécticas en aras de una comunicación intersubjetiva.

## La actitud musical posmodernista
El posmodernismo en música no se refiere a un estilo musical en particular, sino que se refiere a la música de la era posmoderna. La música posmodernista, por otro lado, comparte características con el arte posmoderno –esto es, arte que viene después y reacciona contra el modernismo (ver Modernismo Musical).
Fredric Jameson, una figura importante en el pensamiento del posmodernismo y la cultura, llama al posmodernismo “el dominante cultural de la lógica del capitalismo tardío” (Jameson, 1991, 46); lo cual significa que, a través de la globalización, la cultura posmoderna está ligada inextricablemente con el capitalismo (Mark Fisher, casi 20 años después, fue más allá, llamándola esencialmente la única posibilidad cultural (Fisher, 2009, 4)). Por otro lado, partiendo de Jameson y otros teóricos, David Beard y Kenneth Gloag argumentan que, en música, el posmodernismo no es solo una actitud sino también algo inevitable en el actual clima cultural de fragmentación (Beard y Gloag, 2005, 141–45). Ya en 1938, Theodor Adorno había identificado una tendencia hacia la disolución de “un conjunto de valores culturalmente dominante” (Beard y Gloag, 2005, 141), citando la cosificación de todos los géneros como el comienzo del fin del género o las distinciones de valor en la música (Adorno, 2002, 293–95).
En algunos aspectos, la música postmoderna podría ser categorizada simplemente como la música de la era postmoderna, o la música que sigue las tendencias estéticas y filosóficas del postmodernismo, pero con Jameson en mente, está claro que estas definiciones son inadecuadas. Como sugiere el nombre, el movimiento posmodernista formó parte como reacción a los ideales del modernismo, pero de hecho la música posmoderna tiene más que ver con la funcionalidad y el efecto de la globalización que con una reacción, movimiento o actitud específica (Beard y Gloag, 2005, 142). Frente al capitalismo, Jameson dice, “es más seguro comprender el concepto de lo posmoderno como un intento de pensar el presente históricamente en una época que ha olvidado cómo pensar históricamente en primer lugar” (Jameson, 1991, ix).
Jonathan Kramer postula la idea (siguiendo a Umberto Eco y Lyotard) que el posmodernismo (incluyendo el posmodernismo musical) es más una actitud que un estilo o periodo histórico (esto es, una condición). Por otro lado, plantea los términos Posmodernismo y Antimodernismo, diferenciándose uno del otro, en que el primero hace referencia hacia obras pasadas sin un sentimiento de nostalgia, mientras el antimodernismo sí guarda cierta nostalgia hacia las obras antiguas. También sostiene que el modernismo y antimodernismo musical son expresiones musicales elitistas, mientras una de las características (como veremos más adelante) del posmodernismo es acabar con esa posición; es decir, música antielitista Kramer (2002, 15). Kramer enumera (susceptibles de cambio) 16 “características de la música posmoderna, y me refiero a música que es entendida de una manera posmoderna, o que requiere de estrategias de escucha posmodernas, o que proporciona experiencias de escucha posmodernas, o que exhibe prácticas composicionales posmodernas”. De acuerdo con Kramer Kramer (2002, 16–17), la música posmoderna:
1. No es simplemente un rechazo al modernismo o su continuación, sino que tiene aspectos de ambos, un rompimiento y una extensión
2. Es, en cierto nivel y de cierta manera, irónica
3. No respeta fronteras entre sonoridades y procedimientos del pasado y del presente
4. Reta las barreras entre estilos “altos” y “bajos”
5. Muestra desdén por el frecuente valor incuestionable de la unidad estructural
6. Cuestiona la exclusividad mutua de los valores elitistas y populistas
7. Evita formas totalizadoras (p. ej, no quiere que las piezas enteras sean tonales o seriales ni se fundan en un molde formal establecido)
8. No considera la música como autónoma sino como relevante para los contextos cultural, social y político
9. Incluye citas o referencias a  la música de muchas tradiciones y culturas
10. Considera la tecnología no solo como un camino para preservar y transmitir, sino también como implicada profundamente en la producción y esencia de la música
11. Abarca contradicciones
12. Desconfía de las oposiciones binarias
13. Incluye fragmentaciones y discontinuidades
14. Engloba pluralismo y eclecticismo
15. Presenta múltiples significados y múltiples temporalidades
16. Localiza el significado e incluso la estructura en el oyente, más que en partituras, performances, o compositores

Daniel Albright resume las principales tendencias del posmodernismo musical en 
1. Bricolaje
2. Poliestilismo
3. Aleatoriedad

## Surgimiento del posmodernismo en la música popular
Un autor ha sugerido que la emergencia de la música posmoderna en la música popular ocurrió a finales de los años 60, influenciada en parte por el rock psicodélico y por uno o varios de los últimos álbumes de los The Beatles (Sullivan, 1995, 217). Beard y Gloag apoyan esta posición, citando la teoría de Jameson “los cambios radicales de los estilos y lenguajes musicales a lo largo de los 60s (son) ahora vistos como un reflejo del posmodernismo” (Beard y Gloag, 2005, 142; ver también Harvey, 1990). Otros han ubicado los comienzos del posmodernismo en las artes, con referencia particular en música, alrededor de 1930 (Karolyi, 1994, 135;Meyer, 1994, 331–32).

## Compositores citados como importantes para la música posmoderna

### Compositores de música académica
- John Adams (Carl, 1990, 45, 51–54;Kramer, 2002, 13)
- Thomas Adès (Fox, 2004, 53)
- Robert Ashley (Gagné, 2012, 12, 19)
- Luciano Berio (Connor, 2001, 477–78;Kramer, 2002, 14)
- Harrison Birtwistle (Beard and Gloag, 2005, 143)
- William Bolcom (Carl, 1990, 45, 59–63)
- Hans-Jürgen von Bose (Kutschke, 2010, 582)
- Pierre Boulez (Butler, 1980, 7;Mankowskaya, 1993, 91;Ofenbauer, 1995, passim;Petrusëva, 2003, 45)
- Henry Brant (Gagné, 2012, 44–45, 208)
- Earle Brown (Born, 1995, 56)
- John Cage (Born, 1995, 56;Pasler, 2011)
- Cornelius Cardew (Born, 1995, 56)
- Elliott Carter (Beard and Gloag, 2005, 143)
- Aldo Clementi (Morris, 2009, 559)
- John Corigliano (Kramer, 2002, 14)
- Hans-Christian von Dadelsen (Kutschke, 2010, 582)
- Brian Eno (Gagné, 2012, 90–91)
- Morton Feldman (Born, 1995, 56)
- Brian Ferneyhough (Carl, 1990, 45–48)
- Philip Glass (Beard and Gloag, 2005, 144)
- Vinko Globokar (Mankowskaya, 1993, 91)
- Heiner Goebbels (Beard and Gloag, 2005, 142)
- Michael Gordon (Gagné, 2012, 117)
- Peter Gordon (Gagné, 2012, 117)
- Henryk Górecki (Beard and Gloag, 2005, 143)
- Hans Werner Henze (Butler, 1980, 7)
- Charles Ives (LeBaron, 2002, 59)
- Ben Johnston (Carl, 1990, 45, 55–59)
- Mauricio Kagel (Gagné, 2012, 149–50)
- Wilhelm Killmayer (Kutschke, 2010, 582)
- Zygmunt Krauze (Kramer, 2002, 13)
- David Lang (Gagné, 2012, 156)
- Anne LeBaron (Gagné, 2012, 156–57)
- René Leibowitz (Butler, 1980, 7)
- György Ligeti (Geyh, n.d.)
- Olivier Messiaen (Butler, 1980, 7)
- Beata Moon (Gagné, 2012, 180)
- Detlev Müller-Siemens (Kutschke, 2010, 582)
- Luigi Nono (Butler, 1980, 7)
- Michael Nyman (Pasler,, 2011)
- Pauline Oliveros (Carl, 1990, 45, 54–55;Gagné, 2012, 193)
- John Oswald (Gagné, 2012, 199–200)
- Harry Partch (Gagné, 2012, 202)
- Bernard Rands (Kramer, 2002, 14)
- Steve Reich (Connor, 2001, 479–80;Kramer, 2002, 14;Mankowskaya, 1993, 91)
- Wolfgang Rihm (Beard and Gloag, 2005, 142)
- Terry Riley (Gagné, 2012, 208)
- George Rochberg (Kramer, 2002, 13)
- Alfred Schnittke (Kramer, 2002, 13)
- Wolfgang von Schweinitz (Kutschke, 2010, 582)
- Karlheinz Stockhausen  (Butler, 1980, 7;Connor, 2001, 476–77;Geyh, n.d.;Petrusëva, 2003, 45)
- John Tavener (Beard and Gloag, 2005, 143)
- Manfred Trojahn (Kutschke, 2010, 582)
- Trevor Wishart (Connor, 2001, 480–81)
- Christian Wolff (Born, 1995, 56)
- Charles Wuorinen (Carl, 1990, 45, 48–51)
- Iannis Xenakis (Geyh, n.d.)
- La Monte Young (Born, 1995, 56)
- John Zorn (Gagné, 2012, 306)

### “Música popular” músicos citados como importantes para la música posmoderna
- Bad Religion (O'Reilly, 1994)
- David Bowie (Berger, 2003, 8)
- Michael Jackson (Berger, 2003, 8)
- Madonna (Berger, 2003, 8)
- Talking Heads (Smart, 1993, 14)
- Frank Zappa (Gagné, 2012, 305)

## Lecturas complementarias
- Beverley, John. 1989. "The Ideology of Postmodern Music and Left Politics". Critical Quarterly 31, no. 1 (Spring): 40–56.
- Edwards, George. 1991. "Music and Postmodernism". Partisan Review 58, no. 4 (Fall): 693–705. Reprinted in his Collected Essays on Modern and Classical Music, with a forward by Fred Lerdahl and an afterword by Joseph Dubiel, 49–60. Lanham, MD: Scarecrow Press, 2008. ISBN 978-0-8108-6203-6.
- Hiekel, Jörn Peter. 2009. "Die Freiheit zum Staunen: Wirkungen und Weitungen von Lachenmanns Komponieren". Musik-Konzepte, no. 146 (July): 5–25.
- Hurley, Andrew W. 2009. "Postnationalism, postmodernism and the German discourse(s) of Weltmusik". New Formations, no. 66 (Spring): 100–117.
- Klemm, Eberhardt. 1987. "Nichts Neues unter der Sonne: Postmoderne". Musik und Gesellschaft 37, no. 8: 400–403.
- Pickstock, Catherine. 2011. "Quasi una sonata: Modernism, Postmodernism, Religion, and Music". In Resonant Witness: Conversations between Music and Theology, edited and introduced by Jeremy S. Begbie and Steven R. Guthrie, with an aftrword by John D. Witvliet, 190–211. Calvin Institute of Christian Worship Liturgical Studies. Grand Rapids, MI: William B. Eerdmans. ISBN 978-0-8028-6277-8.
- Siōpsī, Anastasia. 2010. "On the Various Roles of Tradition in 20th-Century Greek Art Music: The Case Study of Music Written for Ancient Dramas". In Простори модернизма: Опус Љубице Марић у контексту музике њеног времена, edited by Dejan Despić, Melita Milin, Dimitrije Stefanović, and Danica Petrović, 197–214. Naučni skupovi, no. 130; Odelenje za likovne umetnosti i muziku, no. 7. Belgrade: Srpska Akademija Nauka i Umetnosti. ISBN 978-86-7025-526-5.
- Taylor, Anthony. 2010. "John Adams' Gnarly Buttons: Context and Analysis: I". The Clarinet 37, no. 2 (March): 72–76.

- Datos: Q2568406